# Ладыгин, Фёдор Иванович
Фёдор Ива́нович Лады́гин (10 марта 1937, Корочанский район, Курская область — 11 декабря 2021) — российский военачальник. Начальник Главного управления Генерального штаба Вооружённых Сил Российской Федерации (1992—1997), генерал-полковник.

## Биография
Родился 10 марта 1937 года в селе Мазикино Корочанского района (ныне — Белгородской области). В 1954 году с серебряной медалью окончил десять классов Харьковской школы ВВС.
В 1959 году окончил Военно-воздушную инженерную академию им. Жуковского. Также окончил Высшие академические курсы руководящего состава при Военной академии Генерального штаба ВС СССР.
С 1959 года служил в строевых частях РВСН, затем — в НИИ РВСН. С 1964 по 1973 год — сотрудник НИИ-4 Министерства обороны СССР.
С 1973 года — на службе в Главном разведывательном управлении.
С 1989 по 1990 год начальник Информации — заместитель начальника ГРУ. С 1990 по 1992 год — начальник Договорно-правового управления Генерального штаба.
В августе 1992 года Указом Президента Российской Федерации назначен начальником Главного разведывательного управления Генерального штаба Вооружённых Сил Российской Федерации — заместителем начальника Генерального штаба Вооружённых Сил Российской Федерации по разведке.
В мае 1997 года был освобождён от занимаемой должности и уволен в запас.
Работал заместителем директора российской компании, занимающейся поставкой с Кубы тростникового сахара.
Вице-президент Союза ветеранов военной разведки. Член Экспертного совета Комитета Совета Федерации по международным делам.
В ноябре 1999 выдвигался в депутаты Государственной Думы третьего созыва по Новооскольскому избирательному округу как независимый кандидат. Выборы проиграл.
Работал генеральным директором Объединенного бюро информации и стратегических оценок «Вектор».
Автор трёх книг о национальной безопасности и противостоянии СССР, России и США.
Скончался 11 декабря 2021 года на 85-м году жизни после тяжёлой и продолжительной болезни. Похоронен на Троекуровском кладбище.

### Семья
Жена. Двое детей — сын и дочь. Внук, внучка и три правнука.

## Сочинения
- Ладыгин Ф. И., Афанасьев С. В. Военно-доктринальный базис внешней политики США. — М. : Кучково поле, 2017.
- Ладыгин Ф. И., Лота В. И. ГРУ и Карибский кризис : Секретная хроника опасной конфронтации. — М. : Кучково поле, 2012. — 144 с. — 1000 экз. — ISBN 978-5-9950-0259-8..
- Ладыгин Ф. И., Лота В. И. Из истории контроля над вооружениями. Последует ли продолжение?. — Рыбинск : РМП, 2020.

## Награды
Награждён орденами «За заслуги перед Отечеством» IV степени, Красной Звезды, «За службу в Вооруженных Силах СССР» II и III степеней, медалями СССР и РФ.